# Robert Planquette
Robert Planquette (París, 31 de julio de 1848-París, 28 de enero de 1903) fue un compositor francés recordado por su fructífera dedicación al género de la opereta.

## Vida y obra
Planquette nació en el seno de una familia originaria de Normandía. Se formó en el Conservatorio de París, institución en la que tuvo como profesor al autor de ópera cómica Jules Duprato y donde obtuvo el primer premio de solfeo en 1867 y el segundo de piano en 1868.
Empieza a adquirir oficio compositivo probando con chansonnettes y monólogos. Sus primeras obras serán melodies y marchas militares, de entre las que descuella la célebre canción patriótica Le Régiment de Sambre et Meuse (1870), la más famosa entre las piezas de su género publicadas en el período 1870-1914. Se basaba en un poema de Paul Cézano  y evoca a los ejércitos revolucionarios de 1792. Más tarde publicó una colección de canciones militares titulada Refrains du régiment.
Tenor de agradable voz, desde muy joven cantó un gran número de canciones, chansonnettes y arias de ópera de su propia composición en cafés cantantes, acompañándose al piano. También trabajó como timbalero en la orquesta del Théâtre du Châtelet que dirigía Édouard Colonne.
En 1872 empezó a componer obras líricas para cafés cantantes. Las primeras fueron pochades representadas en Eldorado como Méfie-toi de Pharaon (1872), Le Serment de madame Grégoire (1874) o Le Péage. También compuso chansonnettes, saynètes, pequeñas operetas o el monólogo On demande une femme de chambre (1876) con texto de Pierre Véron, una crítica agridulce de la sociedad parisina tras la Comuna de París, que fue estrenada por Anna Judic en la Ópera Bufa de San Petersburgo. Obtuvo su primer éxito con su cuarta opereta, Paille d'avoine, obra en un acto con libreto de Alphonse Lemonnier y A. Jaime-Rozale estrenada en el Théâtre des Délassements-Comiques el 12 de marzo de 1874.
Entre 1872 y 1897 compuso una veintena de óperas cómicas y operetas, hoy casi todas olvidadas. Su pieza más célebre, por la que se hizo mundialmente famoso, fue la ópera cómica Les cloches de Corneville (1877), representada más de cuatrocientas veces seguidas en el Théâtre des Folies-Dramatiques. Esta obra, cuyo argumento se basa en una antigua leyenda normanda, tuvo un éxito inmediato. Se representó en Nueva York y Londres, donde superó las 700 funciones. La obra continúa representándose hoy en día y sigue siendo una de las óperas francesas más populares. El número total de representaciones en todo el mundo la convierte probablemente en la opereta francesa más popular jamás escrita. El éxito de Rip (1882), siete años más tarde, fue casi igual. Algunos teatros siguen representándola también actualmente. Además de estas dos obras, suficientes para hacerle amasar una fortuna, Planquette también compuso otros títulos como Paille d'avoine, Les Voltigeurs de la 32e, Surcouf, La Cantinière, Mam'zelle Quat'sous o Le Talisman. En 1879 produjo Chevalier Gaston, opereta en un acto, para la inauguración de la Ópera de Montecarlo.
La Chanson du mousse, una barcarola procedente de Les Cloches de Corneville, fue interpretada al violín por William K.-L. Dickson en el que fuera el primer experimento de grabación cinematográfica sonora, en 1894 o 1895: la Dickson Experimental Sound Film.
Fue un compositor con sentido del ritmo y capacidad para escribir con soltura melodías muy populares y acordes con su época aunque algunos estudiosos han encontrado «debilidades de la melodía» e incluso «deficiencias de la instrumentación y la armonía». En cualquier caso Planquette ha sido considerado uno de los «maestros de la opereta» junto a Jacques Offenbach, Hervé, Charles Lecocq, Edmond Audran y Louis Varney. Entre 1878 y 1897 estrenó, casi sin excepción, una opereta por temporada.
Muy cansado y envejecido, la muerte le sobrevino a raíz de un resfriado contraído tras un ensayo de Les Cloches de Corneville en el Théâtre de la Gaîté, falleciendo de una embolia pulmonar en su residencia del Boulevard Pereire. Estaba terminando su última obra, destinada a también a la Gaîté para la que Hector Monréal y Henri Blondeau habían escrito el libreto. Se había comprometido asimismo a proporcionar la partitura de Miss Crockett, de Jules Lecomte, Alphonse de Launay y Darcy para la temporada siguiente. Recibió sepultura en el parisino Cementerio del Père Lachaise.
Fue propietario de una villa, Les Cloches, en Merville (Normandía). Ocupó el cargo de concejal de Cabourg, también en Normandía   y fue condecorado con la Legión de Honor en su categoría de caballero.